# Museo del Foro de Caesaraugusta
El Museo del foro de Caesaraugusta es un espacio museístico de la ciudad de Zaragoza (España) en el que se muestran los restos del foro de la antigua ciudad romana de Caesaraugusta. Está situado bajo el subsuelo de la Plaza de la Seo y el acceso se realiza a través de un prisma de placas de ónice iraní.
El museo exhibe restos arqueológicos excavados durante los años 1988 y 1989 pertenecientes a dos épocas diferentes:
- de la época fundacional (siglo I a. C.) del emperador Augusto se muestra un mercado, una cloaca y tuberías de agua potable.
- de la época de su sucesor Tiberio se conservan restos del espléndido foro urbano, una cloaca, canales y algunas cimentaciones.

En Caesaraugusta el foro se situaba en las postrimerías del puerto fluvial por su papel dinamizador de la economía constituyendo el punto neurálgico de la vida social de la ciudad. El museo del foro ofrece al visitante una muestra de la vida cotidiana de la ciudad durante el siglo I d. C., poco después de su fundación. 

## Galería

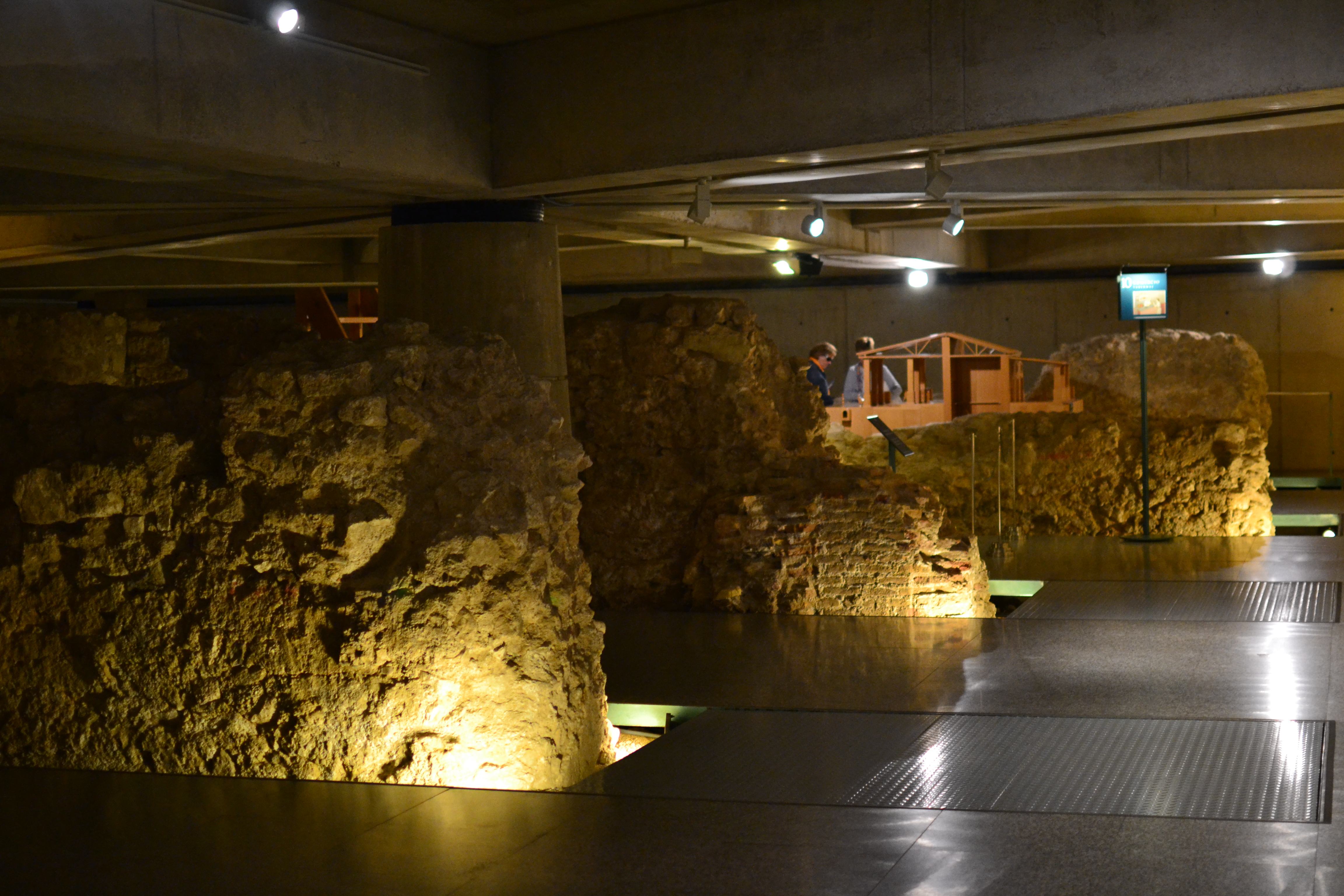
Antigua estructura
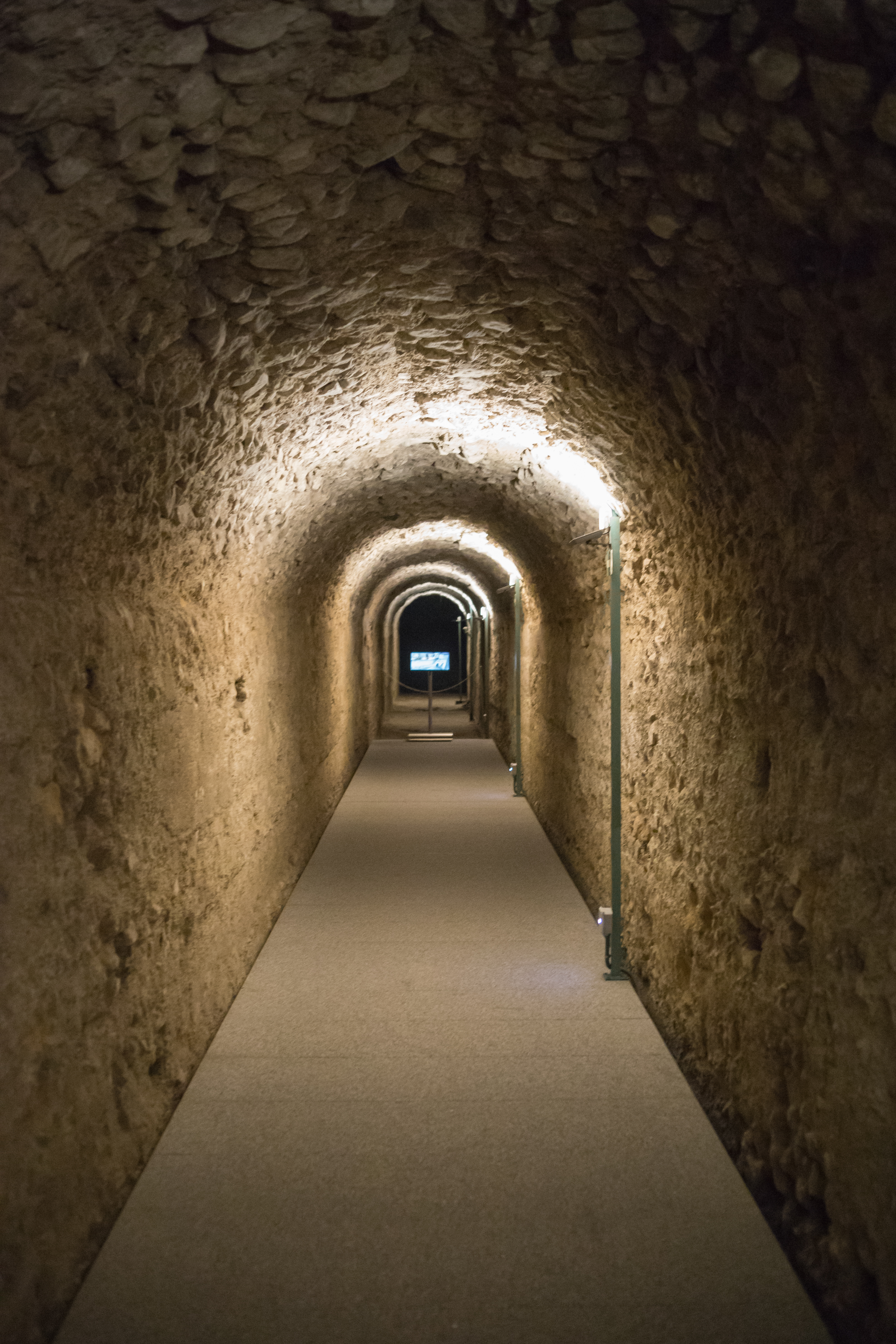
Cloacas en el Museo
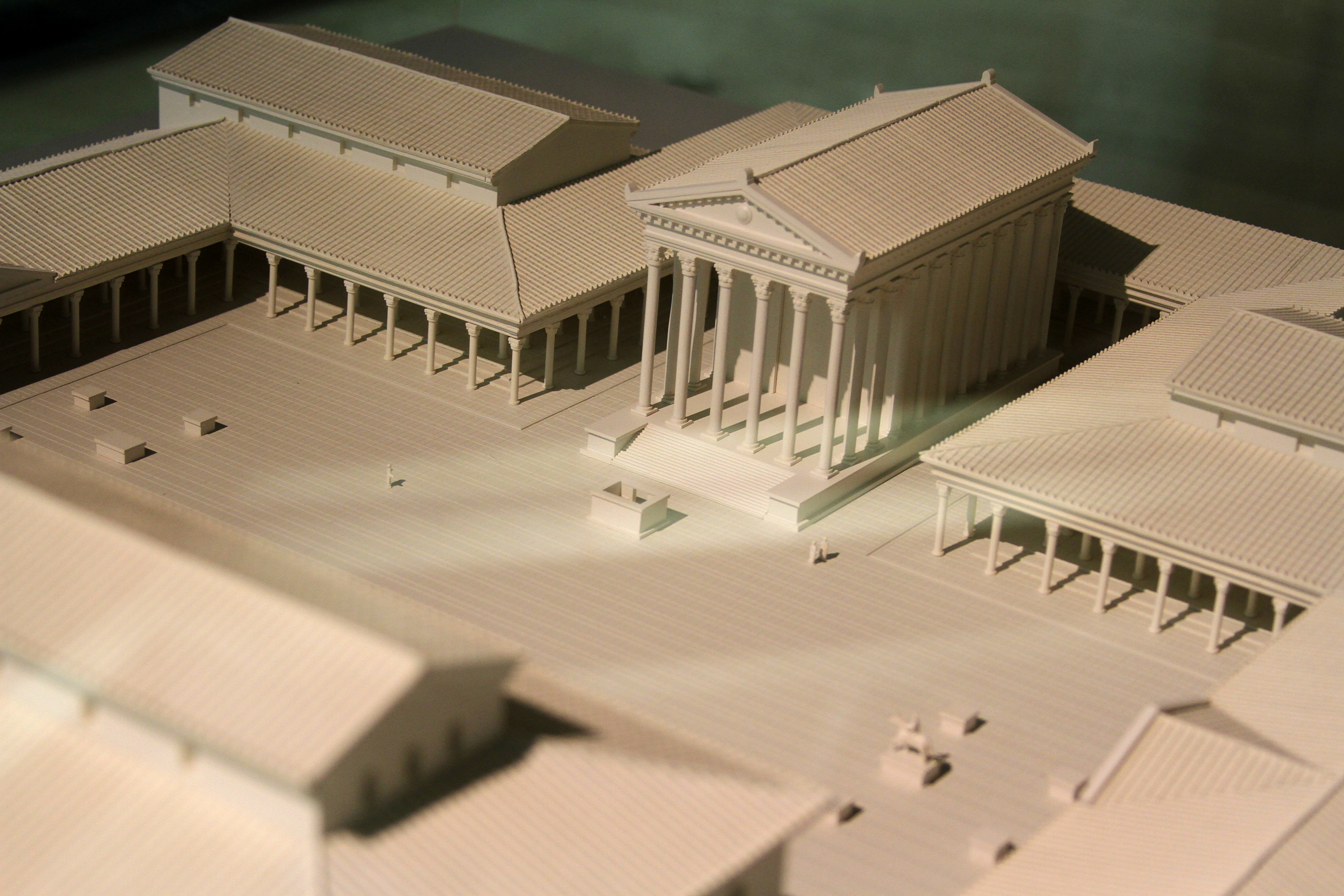
Maqueta
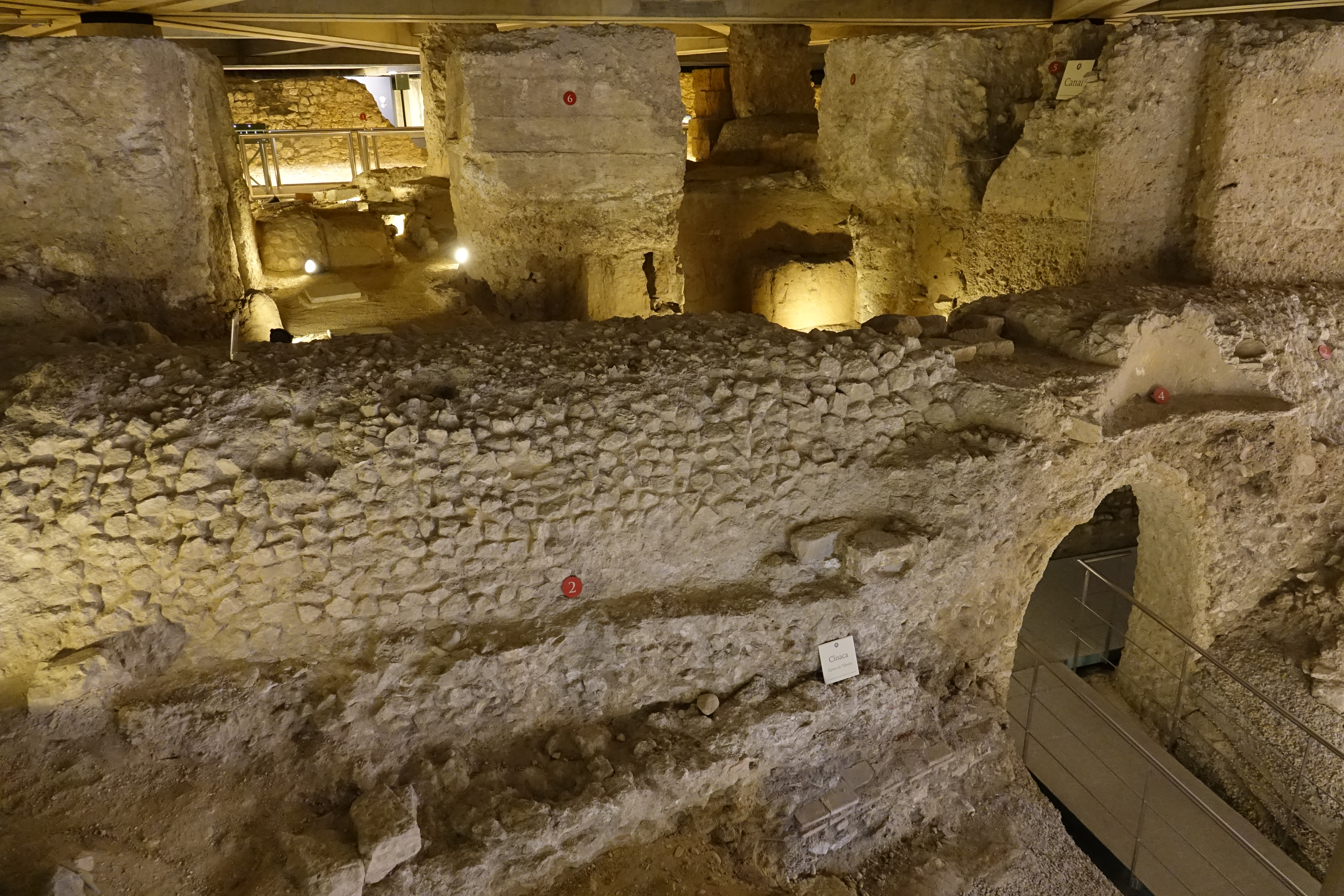
Cloaca y cimientos de los pórticos
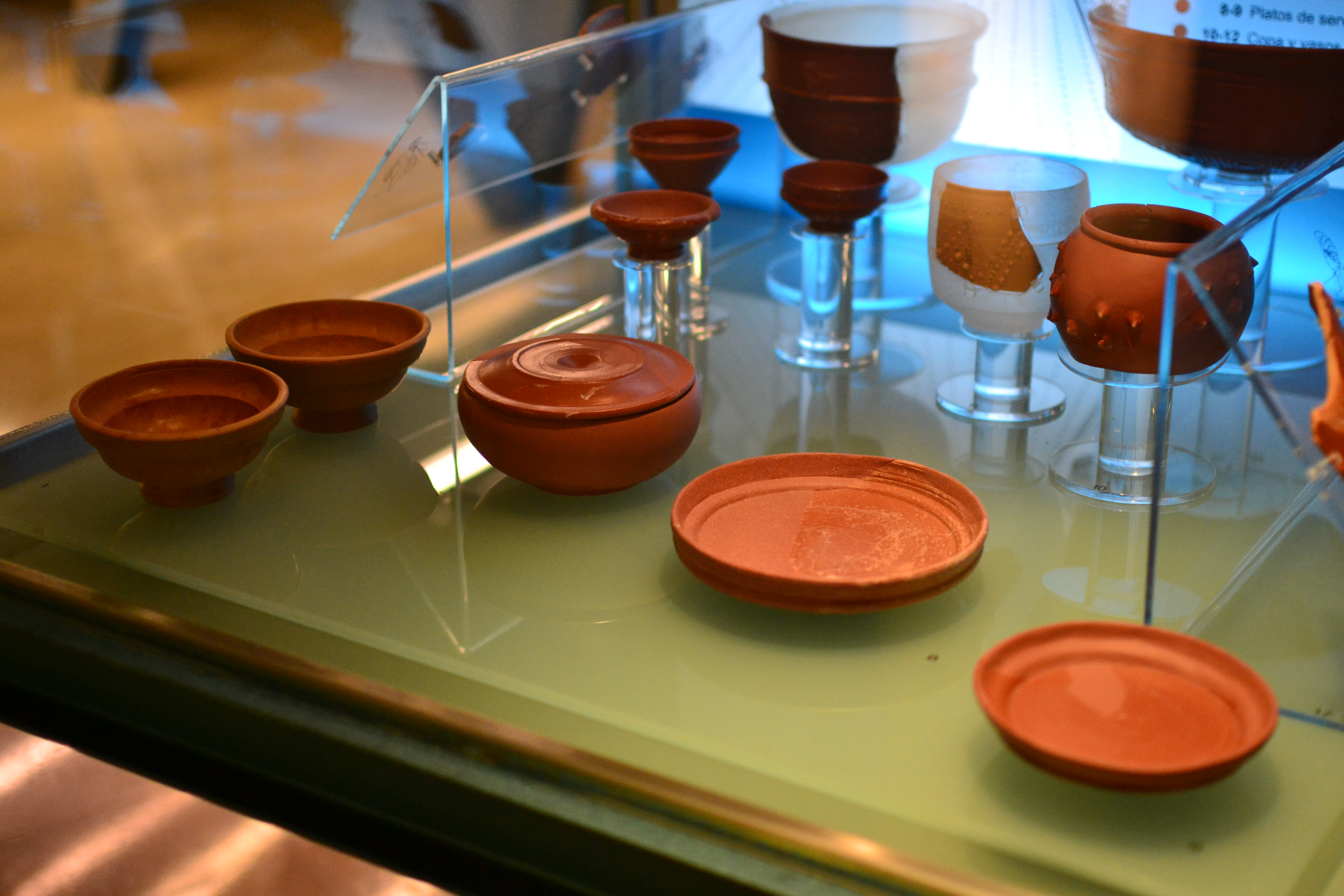
Platos y cuencos
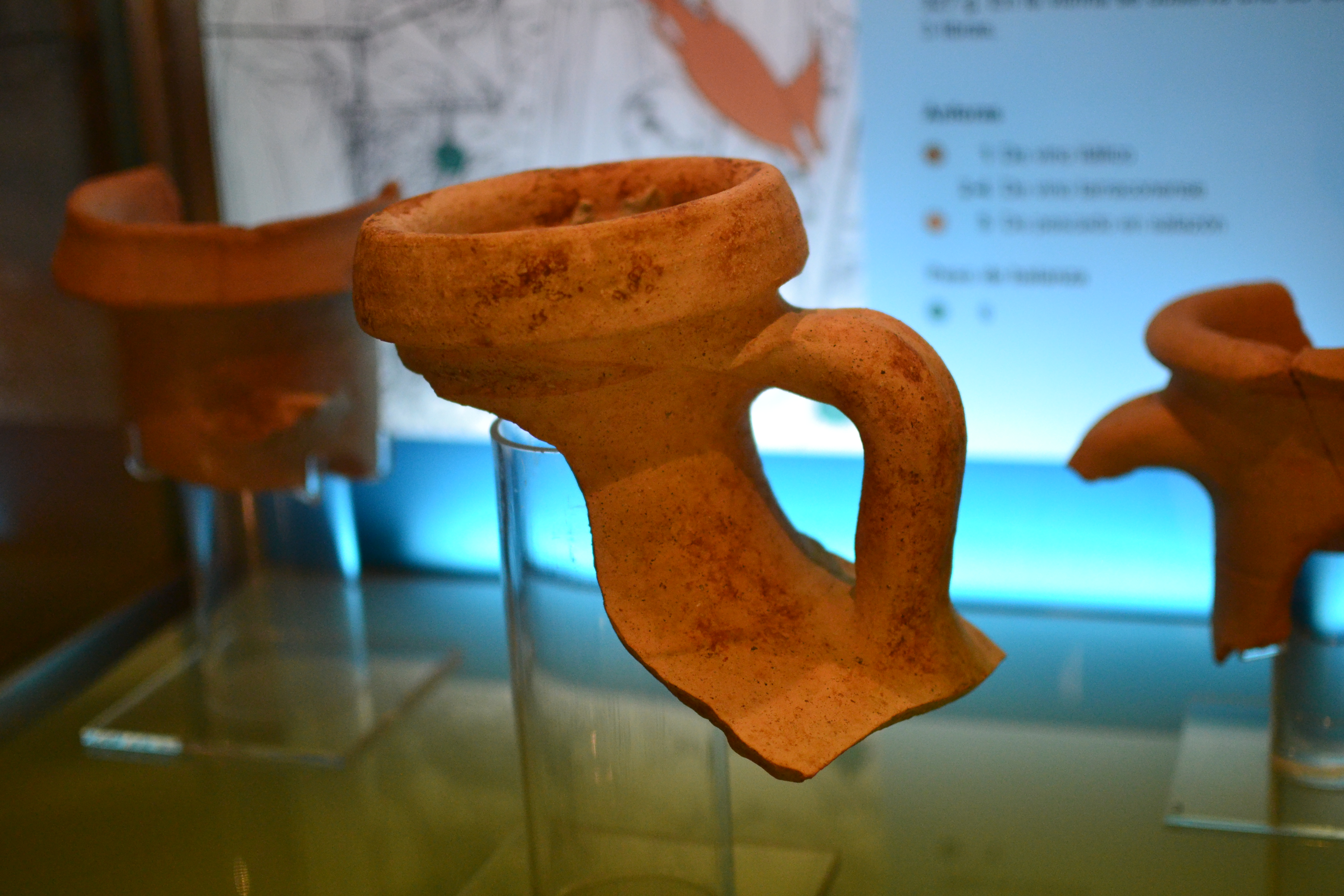
Resto de ánfora
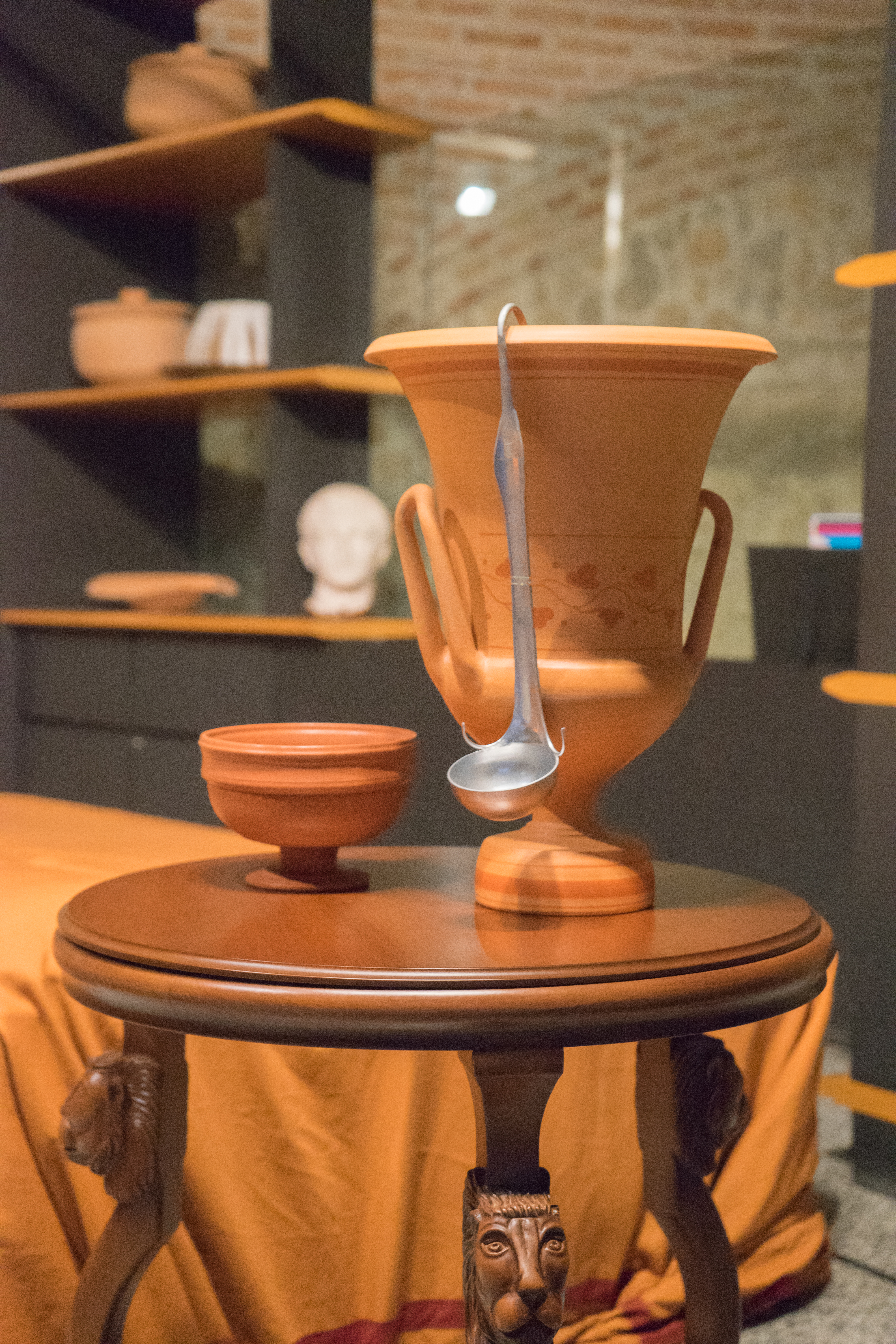
Reproducción de utensilios
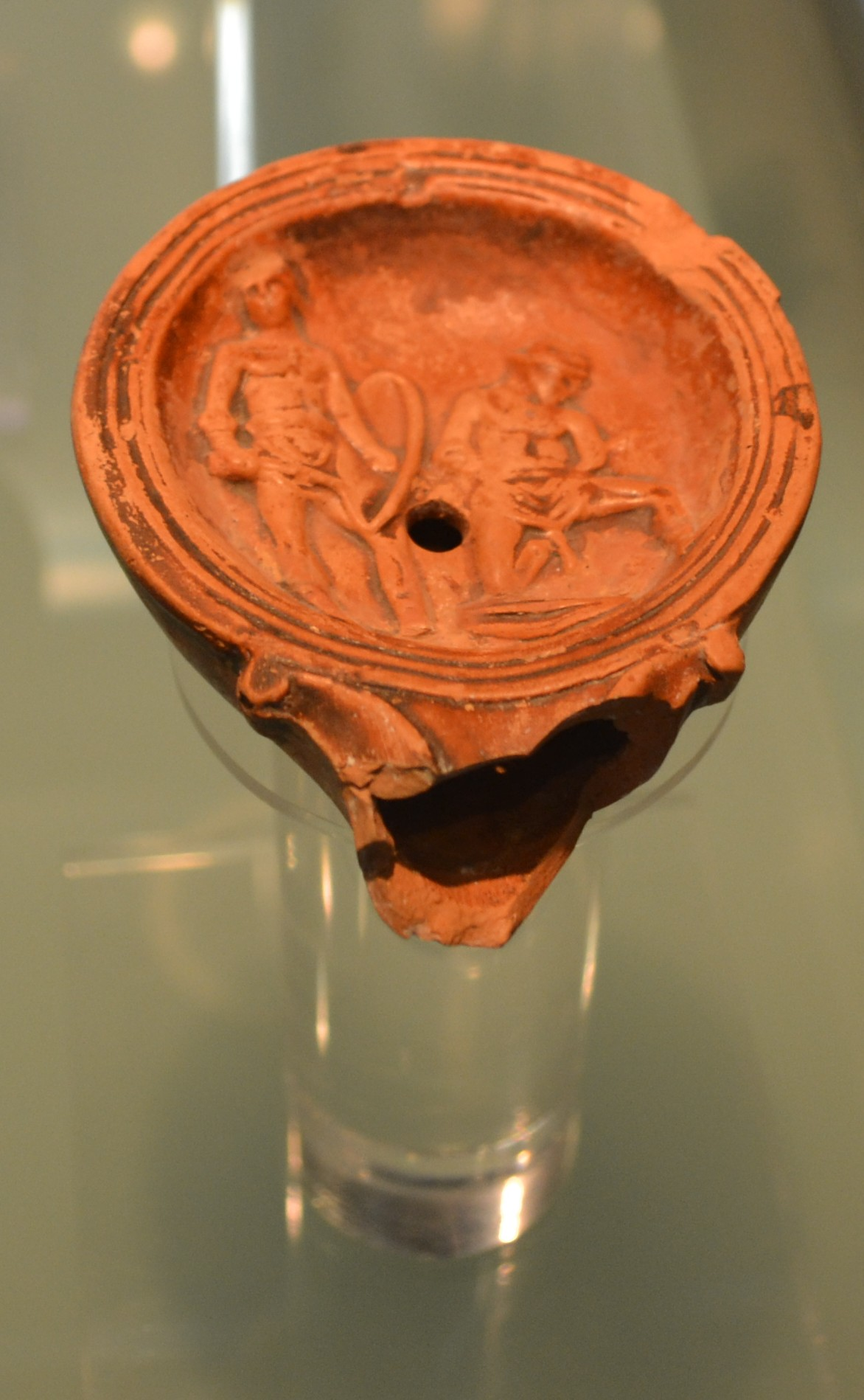
Lámpara de aceite
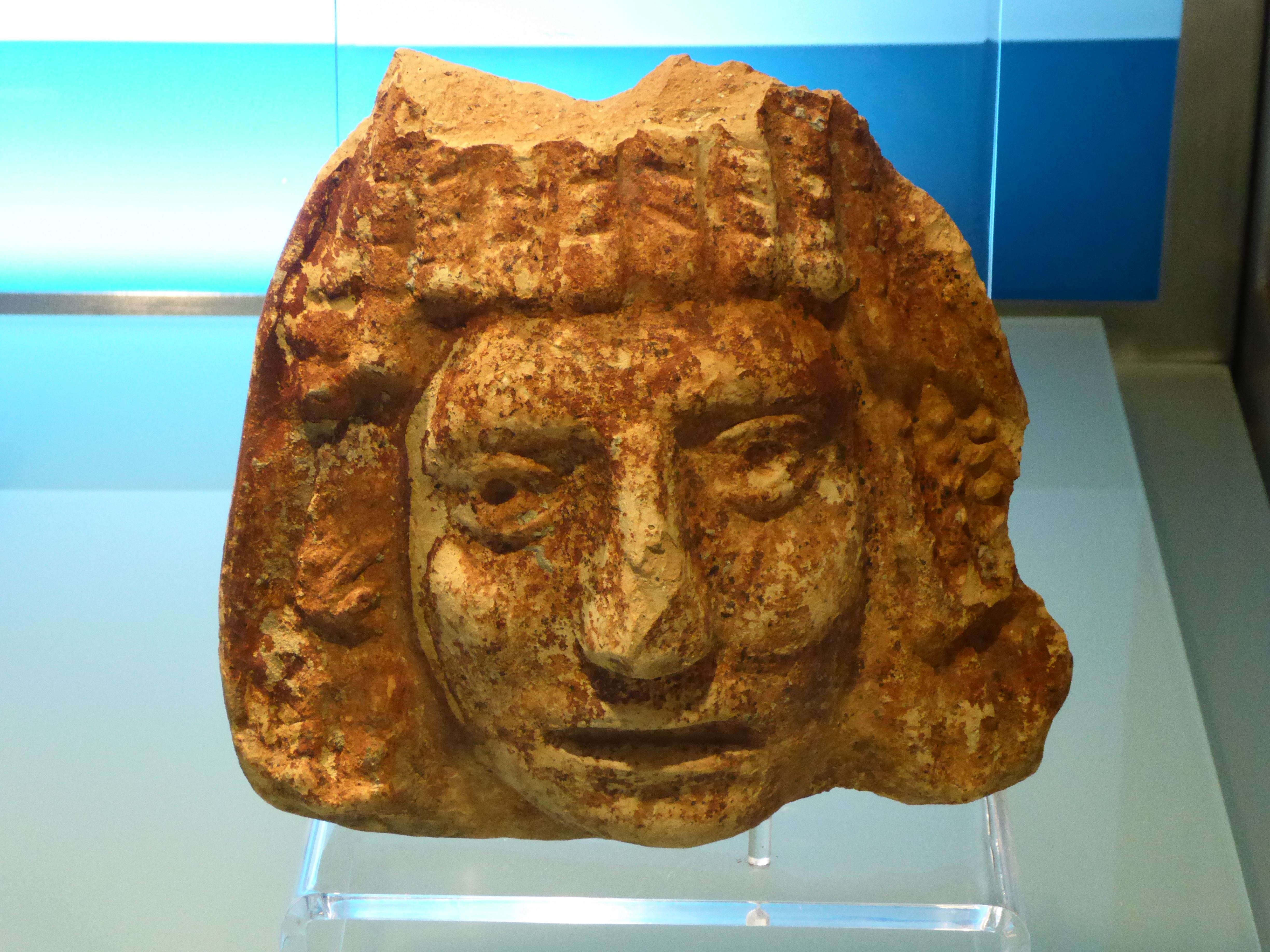
Cabeza en piedra
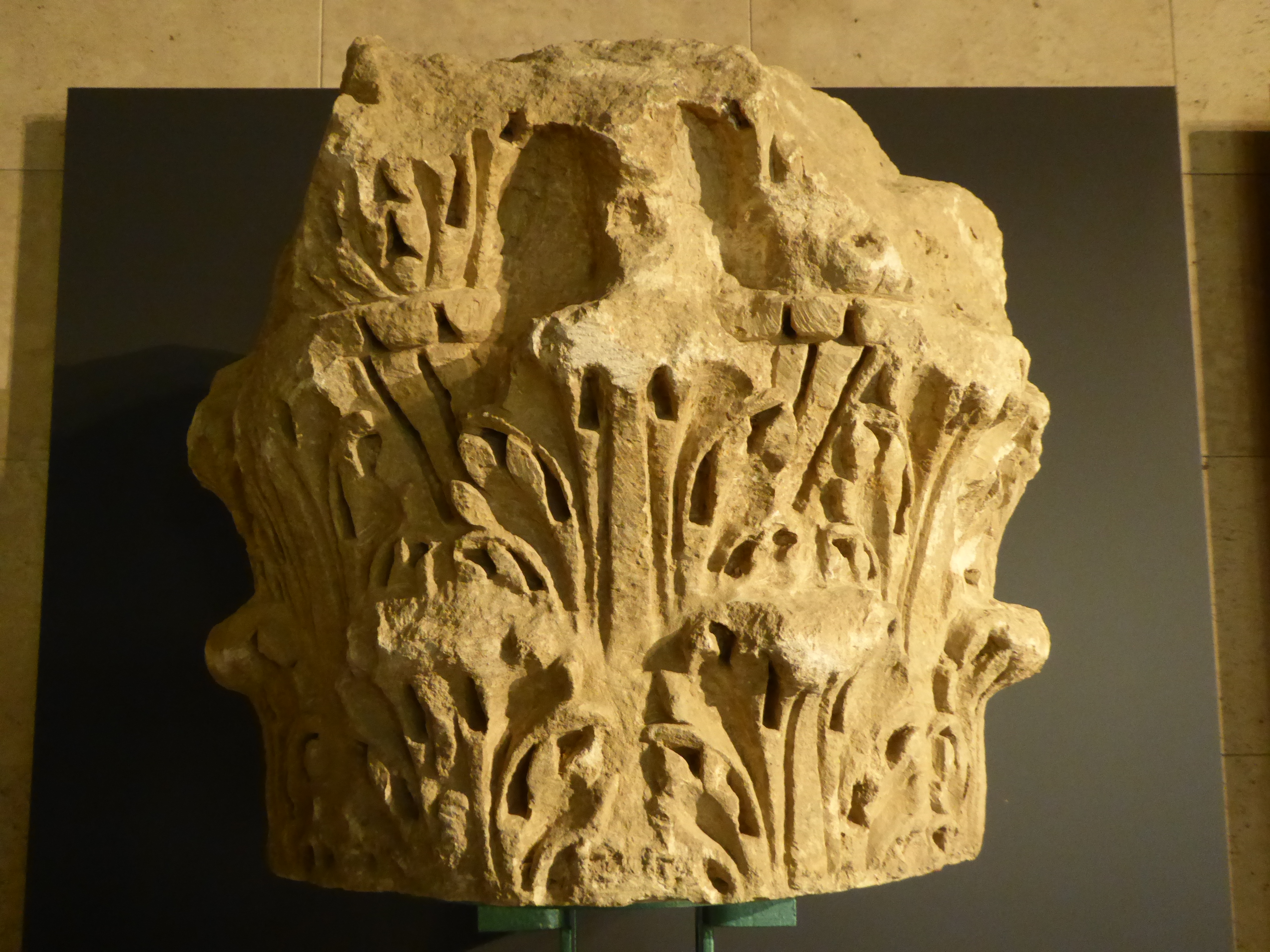
Capitel corintio
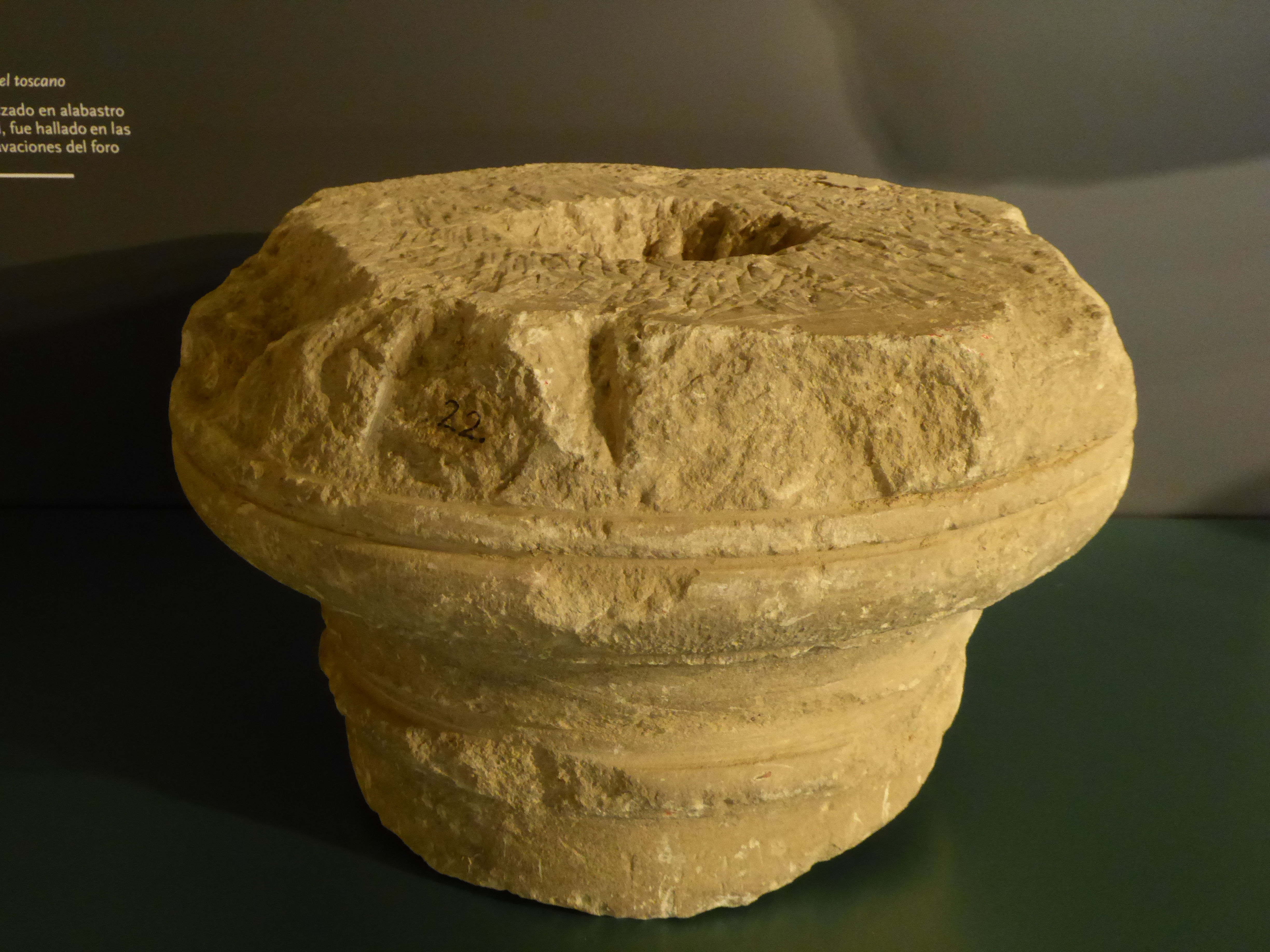
Capitel toscano
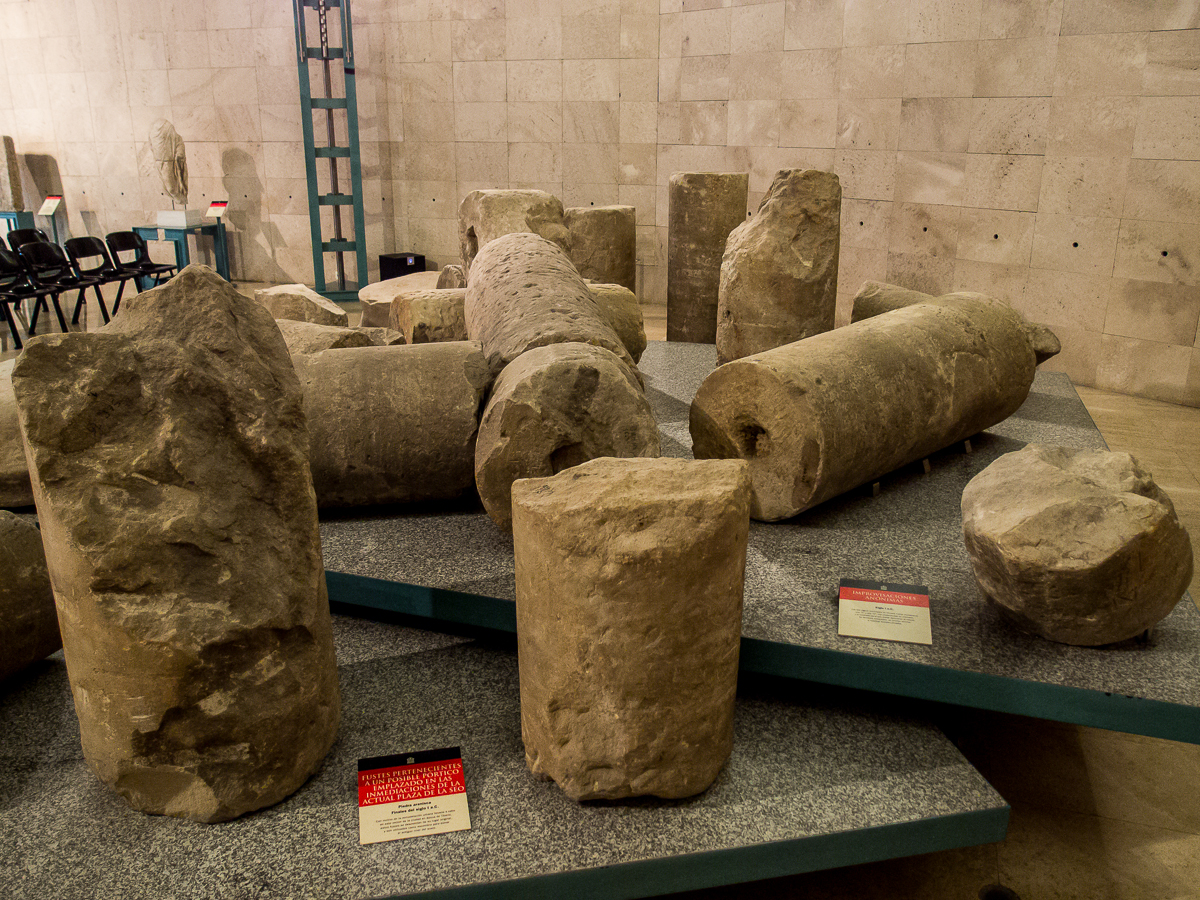
Restos de columnas
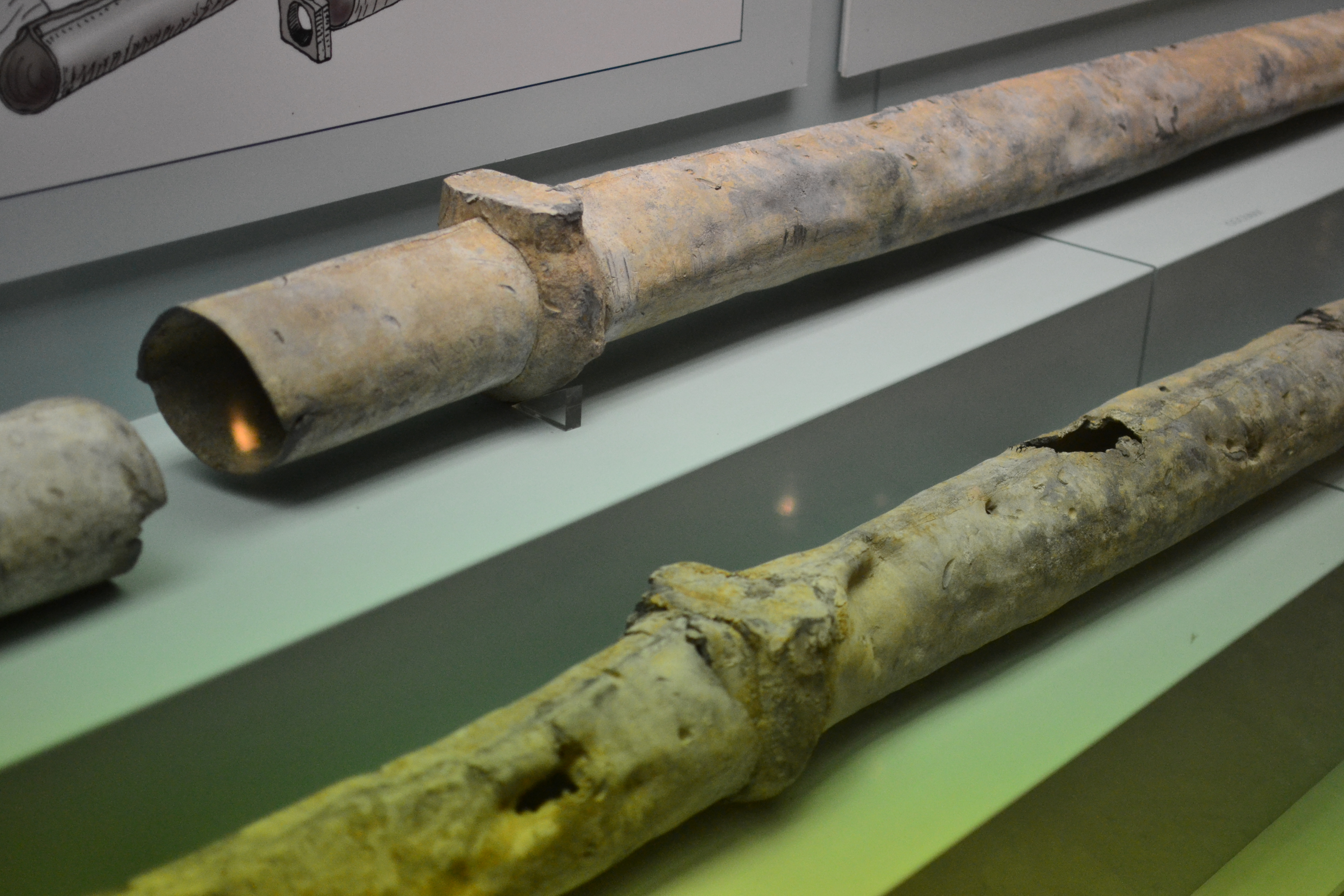
Antiguas tuberías
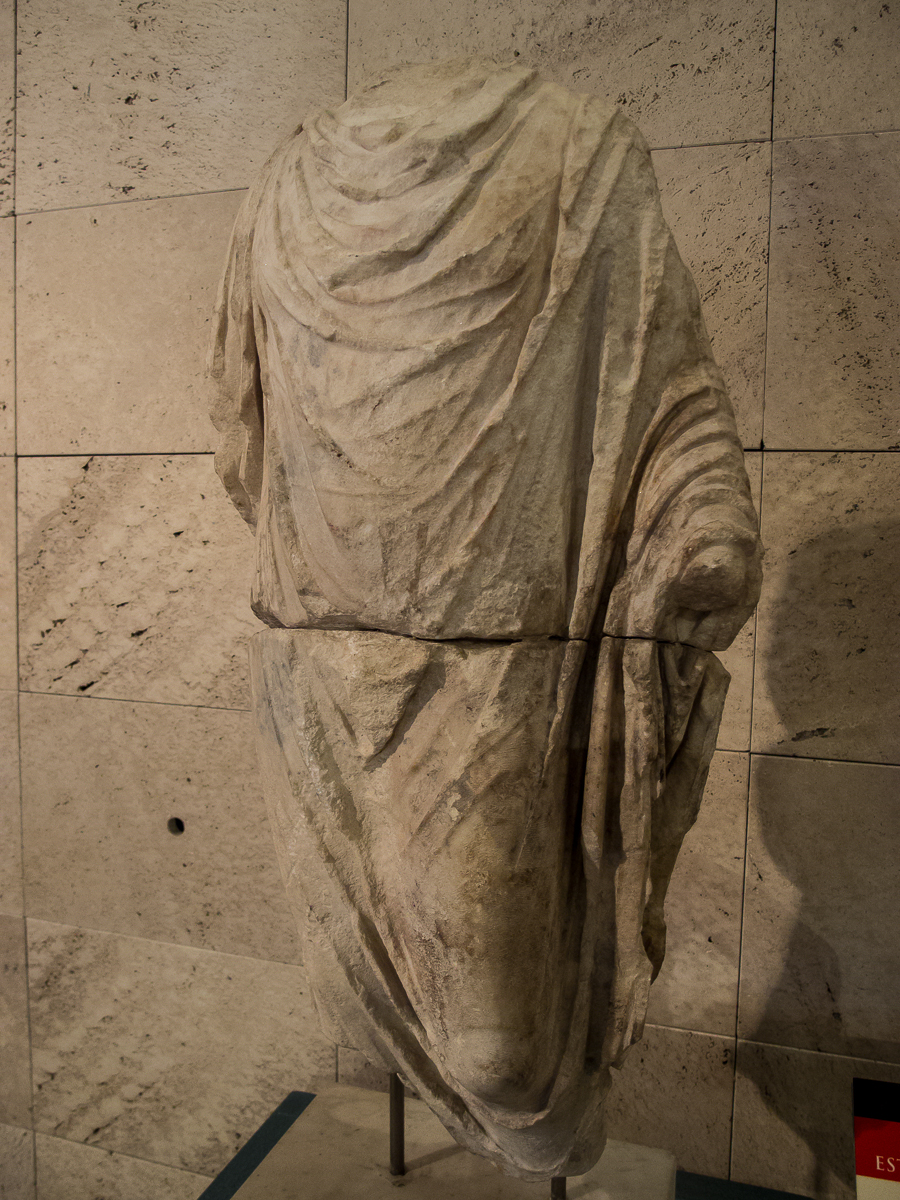
Estatua
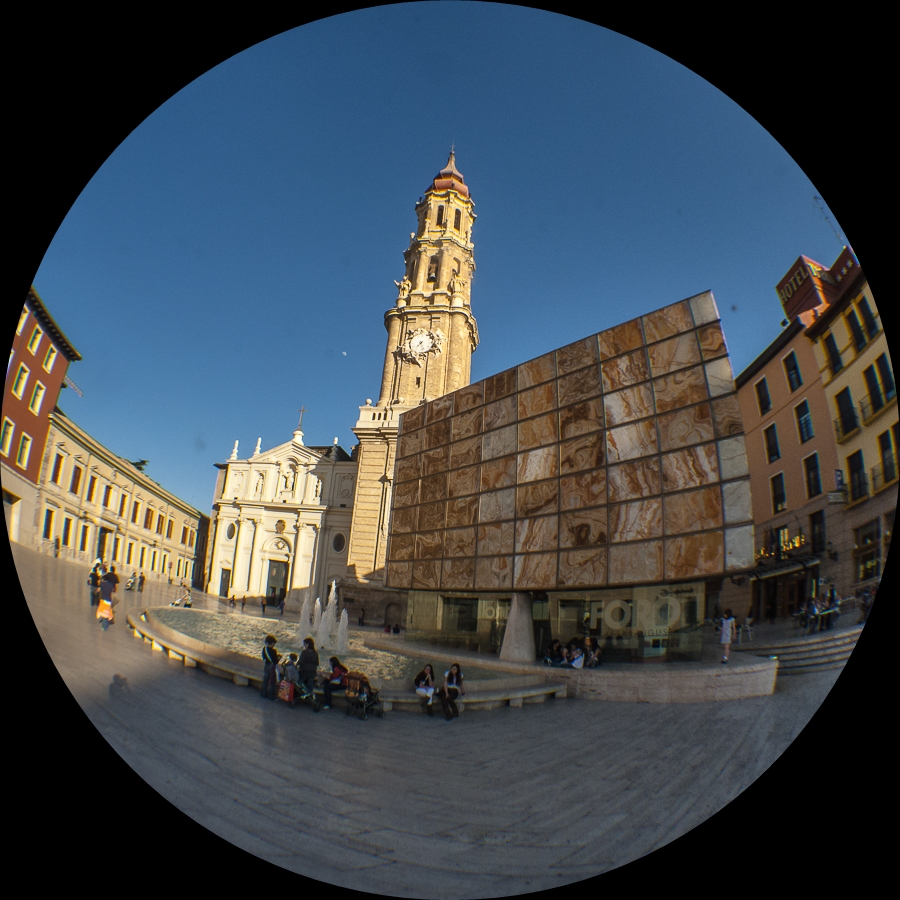
Vista exterior